# 第125師団 (日本軍)
第125師団（だいひゃくにじゅうごしだん）は、大日本帝国陸軍の師団の一つ。

## 沿革
太平洋戦争末期、多くの師団が満州から南方戦線と本土決戦準備に転用されたことに伴い、満州の防備強化を目的として1945年（昭和20年）1月16日に軍令陸甲下令により、第121・第122・第123・第124・第125・第126・第127・第128師団の8個師団の編成が発令された。
第125師団は、満洲国黒河省神武屯、法別拉、北門鎮などにおいて、臨時編成業務に入った。内地へ転用された第57師団の残置者、復帰した第13国境守備隊からの要員をもって、2月に基幹部隊の編成を完結した。完結と同時に第4軍隷下に編入され、黒竜江沿いの黒河省国境陣地警備の任務を継承した。同年3月には、内地の留守第5師団において編成された基幹部隊が、合流するために満洲へ向け出発した。
師団の編制は、基幹となる歩兵連隊3個のうち、まず2個を編成することとし、師団砲兵・工兵・通信・輜重の各隊は編成されたが、その他の部隊は計画のみとして、師団長以下約1万名の充足をもって完結とした。また、師団管理部の部長は欠員とし、高級部員が代理を務めた。
6月中旬、内地から到着した基幹部隊を合して編成を完結。通化省（現吉林省）通化へ移動のため各警備地を出発、通化到着後同地区の警備ならびに山麓地帯の複郭陣地構築に従事した。7月軍令陸甲下令により編制改正・称号変更の業務に入り、歩兵第274連隊（北門鎮にて編成後山神府警備。斉々哈爾へ移動）・師団砲兵隊・師団輜重隊・師団兵器勤務隊・師団病馬廠を師団隷下から脱し、第149師団隷下に編入した。同月30日南満洲防衛のため編成された第30軍戦闘序列に編入となった。
8月9日朝、ソ連の対日参戦に伴い、ソ連軍が満ソ国境を越えて侵攻を開始、同日モスクワの宣戦放送と関東軍からの報告を受けた大本営は対ソ作戦発動の準備を、ついで翌10日「対ソ全面作戦の開始」を下令した。とくに関東軍総司令官に対して「主作戦ヲ対蘇作戦ニ指向シ来攻スル敵ヲ随所ニ撃破シテ朝鮮ヲ保衛ス」べしとし、従来の南満・北鮮の国境線における抗戦を放棄することとした。これに伴い関東軍総司令部は、吉林省新京特別市から通化へ後退することになり、通化防衛兵団として第125師団を関東軍直轄とした。
師団はソ連軍の侵攻に備え、一部兵力を通化郊外の柳河、五道溝へ派遣して陣地構築にあたらせ、在通化のまたは同地集結中の諸部隊を指揮下に入れ、通化防衛の措置を実施中同月15日終戦を迎えた。その後ソ連軍の武装解除を受け、大部は同年9月から10月にかけソ連領へ連行された。終戦後、師団参謀長藤田実彦大佐は17日師団部隊長会同にて停戦を拒否し、一時部隊を離脱した。彼は1946年（昭和21年）2月に中共軍（八路軍）の支配に反発して起きた決起（通化事件）に参加、3月21日獄中にて病死した。

## 師団概要

### 歴代師団長
- 今利龍雄 中将：1945年1月20日 - 終戦[1]

### 参謀長
- 藤田実彦 大佐：1945年（昭和20年）1月25日 - 終戦[2]

### 最終司令部構成
- 参謀長：藤田実彦大佐　　　　　　　　　　
  - 参謀：平田文一少佐

### 最終所属部隊
- 歩兵第275連隊（山口）：瀬川正雄大佐
- 歩兵第276連隊（浜田）：岡野董大佐
- 歩兵第388連隊（満洲）：今田茂大佐
- 野砲兵第125連隊
- 工兵第125連隊
- 輜重兵第125連隊
- 第125師団挺進大隊
- 第125師団通信隊
- 第125師団兵器勤務隊
- 第125師団病馬廠